# Catena Littrow
Die Catena Littrow ist eine kurze Kraterkette auf dem Mond, am Rand des Mare Serenitatis, nordöstlich des Kraters Clerke.
Die Kette besteht aus einem größeren Krater, der ursprünglich als Littrow BA bezeichnet wurde, und einer Serie kleinerer Krater, die Richtung Osten verläuft. Westlich von Catena Littrow liegt eine der Rillen der Rimae Littrow.